# 沈星
沈星（1978年9月25日—），中国电视节目女主持人，曾任职于香港凤凰卫视。

## 经历

### 主持节目
- 1997年：CCTV经济频道《生活》(短期实习)
- 2004年：北京电视台《魅力前线》
- 2005年：凤凰卫视中文台《美女私房菜》、《娱乐大风暴》
- 2008年：凤凰卫视中文台《音乐中国风》
- 2012年：凤凰卫视中文台《大家书斋》节目
- 2015年：鳳凰視頻《斗味2》
- 2017年：轉戰網絡，成了豆瓣《如是》節目的主持人
- 2020年：化身為美食博主，在微博上記錄生活、美食、感悟。

### 电视剧
- 2007年：电视剧《朝九晚无》(林文龙、曾黎主演)

### 电影
- 2007年：贺岁片《爱情呼叫转移》

## 著作
- 2009年：《两生花》、《我要做你的美厨娘》、《美女私房菜》

## 代言
- 2005年:目标软件网络游戏《天骄II》代言人

## 其他
- 陈奕迅-《爱情转移(“爱情呼叫转移”主题曲)》MV。

## 荣誉
- 2004年: CCTV 中国魅力城市-珠海 形象代言人(珠海市代表的意思，非广告代言)。
- 2006年: 时尚网《好管家》杂志 “20个最具女人味的华人女性”之一。
- 2009年：华语主持群星会最佳人气奖

## 爭議事件
- 馮小剛「夜宿門」事件：2009年2月，有媒體拍到並報導稱馮小剛在春節前夕曾帶著一名年輕女子回公寓夜宿8小時，照片曝光之後，大家猜測這位年輕女子是沈星。雖然，沈星極力否認此事，說她沒有結婚，和馮小剛更是正常乾淨的關係，照片上的女人根本不是她，但媒體根本不買帳，且那段時間沈星正與馮小剛打得火熱呢，兩人的舉止頗為親密，早就惹得媒體懷疑，「夜宿門」事件發生後，馮小剛陷入了非常尷尬的境地，如果他承認自己和沈星的關係，也就是承認了自己的婚外情，而與妻子徐帆的結合本是由婚外情而來，再來一次豈不是坐實了自己再次婚內出軌的實情，據傳後沈一直逼馮與其妻離婚未果。

- 李軍恐嚇傷害事件：2012年，沈星結識了李軍，李是北京亞之傑集團的董事長，也是唱《常回家看看》歌手陳紅的老公，後可能因沈提出了分手，李軍不肯，遂採取偏激的方式—監視，且恐嚇沈星，嚇得沈星報警求救，2013年7月，李軍於某日凌晨三點就跑去沈北京家敲門，最後還是警察來了將他強行帶走。同(2013)年8月，李軍乘坐私人飛機趕到香港找沈星，在聯絡不通的情況下，李從車頂上翻牆跳上沈星家中的陽台，再用伸縮棍砸開玻璃門入屋。據傳沈星正在家裡招待一位吳姓的富商，李軍動手打了沈星，吳男也捲入混戰中。保安發現後，趕忙報警求助，李後遭警逮捕。8月25日，沈星發表聲明，稱李軍並不是自己的前男友，吳姓男子也不是所謂的現任男友，自己並沒有花費李軍的金錢，自己的一切都是靠努力得來的。李軍被捕後，沈星對他進行了起訴，後法庭做出判決，禁止李軍接近沈星，另打破玻璃須賠償5.41萬元。不料，李軍不顧法庭判決，仍舊多次給沈星發送威脅簡訊，於是，沈再次控告李軍，指其藐視法庭、漠視禁制令。最終，李軍被判入獄6個月、緩刑2年，並需要賠償10萬港幣。經媒體的報導之後，陳紅便與李軍提出了離婚。